# Couloisy
Couloisy is een gemeente in het Franse departement Oise (regio Hauts-de-France) en telt 528 inwoners (1999). De plaats maakt deel uit van het arrondissement Compiègne.

## Geografie
De oppervlakte van Couloisy bedraagt 3,7 km², de bevolkingsdichtheid is 142,7 inwoners per km².
De onderstaande kaart toont de ligging van Couloisy met de belangrijkste infrastructuur en aangrenzende gemeenten.

## Demografie
Onderstaande figuur toont het verloop van het inwonertal (bron: INSEE-tellingen).